# Jobboldali populizmus
A jobboldali populizmus vagy nemzeti populizmus politikai ideológia, amely ötvözi a jobboldali politikát a populista retorikával. Retorikája elitellenes érzelmeket fejez ki, a „közemberekhez” vagy a „köznéphez” szóló beszédet alkalmaz. A jobboldali populisták visszatérő témái közé tartozik a nacionalizmus, szociálkonzervativizmus, a gazdasági nacionalizmus és a fiskális konzervativizmus. Gyakran arra törekszenek, hogy megvédjék a nemzeti kultúrát, identitást és gazdaságot a kívülállók észlelt támadásaival szemben. Mint a populizmus minden formájának, a jobboldali populizmusnak a tekintélyelvűséggel is van asszociációja. Egyes szélsőjobboldali populisták a fasizmushoz hasonlítanak.

## Jellemzők
A jobboldali populista politikusok jellemzően bevándorlásellenesek, vagy legalábbis a szigorú(bb) bevándorláspolitika hívei. Ugyanakkor sok jobboldali populista egyben a liberális demokrácia eszméjének is a követője.
A jobboldali populista kifejezést főleg azokra a pártokra használják, amelyek nemzeti konzervatívok, protekcionisták  Európában gyakran euroszkeptikusak és  iszlámellenesek. A jobboldali populisták támogatják a jóléti állam létrehozását, de csak az arra "érdemesek" számára, amelyet a szociológusok gyakran "jóléti sovinizmus"nak is neveznek. Számos más országban a jobboldali populisták neoliberális álláspontot képviselnek a gazdasággal kapcsolatban.
1990 óta számos jobboldali populista párt került be a nemzeti parlamentekbe (Kanada, Chile, Franciaország, Izrael, Norvégia, Oroszország, Románia, Magyarország) és a kormányt vagy a kormánykoalíciók részét alkotta (Ausztria, Hollandia, Dánia, Olaszország, Lengyelország, Magyarország). A jobboldali populista pártok és szervezetek gyakran ellenzékből cselekszenek, és nagy horderejű, feltűnő maximális igényeket fogalmaznak meg.
A 2008-as gazdasági válság után Európa-szerte erősödtek a jobboldali populista pártok. Az olyan európai jobboldali populista mozgalmak, mint az Olaszország Fivérei és az olasz Liga, a francia Nemzeti Tömörülés, a holland Szabadságpárt vagy a Fórum a Demokráciáért, a lett Nemzeti Szövetség, a Finnek Pártja, a Svéd Demokraták, a Dán Néppárt, a spanyol VOX, az Osztrák Szabadságpárt, a Jog és Igazságosság Lengyelországban, az Egyesült Királyság Függetlenségi Pártja, az Alternatíva Németországért vagy a Svájci Néppárt népszerűsége növekedni kezdett, nagyrészt a Közel-Keletről és Afrikából érkező bevándorlással szembeni növekvő ellenállás, a növekvő euroszkepticizmus és az Európai Unió gazdaságpolitikájával való elégedetlenség miatt.
Miután Donald Trump megnyerte a 2016-os amerikai elnökválasztást, a programjában jobboldali populista tendenciák is érvényesültek.
Számos kutató rámutat arra, hogy a jobboldali populisták beszédeikben egy bizonyos viselkedési stratégiához ragaszkodnak, ami egyben megkülönbözteti őket az általános háttértől. Ezek a populista politikusok gyakran azt hangsúlyozzák, hogy ők a "nép hangját" képviselik, és az ő érdekeiket fejezik ki az elittel szemben.
Wilhelm Heitmeyer német szociológus, professzor a jobboldali populizmus kifejezést homályosnak tartja, ehelyett tekintélyelvű nemzeti radikalizmusról beszél.

## Jobboldali populista pártok
Nem teljes lista jobboldali populista pártokrólː

### Magyarország
- Fidesz,[25][26][27] Jobbik,[28][29] Mi Hazánk Mozgalom [30]

### Európa
- Ausztria: Osztrák Szabadságpárt, Osztrák Néppárt
- Belgium: Flamand Blokk, Új Flamand Szövetség
- Bulgária: Egyesült Patrióták, Újjászületés, ITN
- Ciprus: Nemzeti Néppárt
- Csehország: Szabadság és Közvetlen Demokrácia, ANO
- Dánia: Dán Néppárt, Progresszív Párt
- Egyesült Királyság: Az Egyesült Királyság Függetlenségi Pártja, Reform UK
- Észtországː Észt Konzervatív Néppárt
- Finnország: Finnek Pártja, Nemzeti Koalíció
- Franciaország: Nemzeti Tömörülés, Visszahódítás
- Görögország: Görög Megoldás, Spártaiak
- Koszovóː Szerb Lista
- Hollandia: Szabadságpárt, Fórum a Demokráciáért, JA21
- Horvátország: Haza Mozgalom
- Izlandː Néppárt
- Lengyelország: Jog és Igazságosság, Kukiz'15, Szabadság és Függetlenség Konföderáció, Új Remény
- Lettország: Lettország Elsőként, Nemzeti Szövetség
- Liechtensteinː Demokraták Liechtensteinért
- Litvánia: Nemzeti Szövetség, Litván Középpárt
- Montenegróː Igaz Montenegró
- Németország: Alternatíva Németországért
- Norvégiaː Haladás Párt
- Olaszország: Északi Liga, Olaszország Fivérei
- Portugália: Chega
- Románia: AUR, Nagy-Románia Párt, Új Jobboldal
- Spanyolország: VOX
- Svédország: Svédországi Demokraták
- Svájc: Svájci Néppárt
- Szlovákia: Szlovák Nemzeti Párt, Köztársaság Mozgalom, A Mi Szlovákiánk Néppárt
- Szlovénia: Szlovén Demokrata Párt, Szlovén Nemzeti Párt
- Szerbia: Szerb Radikális Párt

### A nagyvilág
- Brazília: Szociálliberális Párt
- Kanada: Kanadai Néppárt, Konzervatív Párt
- Amerikai Egyesült Államok: Republikánus Párt
- Ausztrália: Ausztrál Konzervatívok, Egy Nemzet
- Japán: Liberális Demokrata Párt
- Pakisztán: Mozgalom az Igazságért
- Dél-Korea: Szabad Korea Párt